# De kollega's maken de brug
De kollega's maken de brug is een Vlaamse film uit 1988, geregisseerd door Vincent Rouffaer. De film is gebaseerd op de komische tv-reeks De Collega's, over enkele collega's op het ministerie van binnenlandse zaken. 
De film houdt geen rekening met het einde van de tv-reeks, waarbij alle personages naar afzonderlijke afdelingen werden overgeplaatst. Bovendien zijn ook de personages Paul Tienpondt en Betty Bossé weer op post, terwijl zij in de laatste jaargang niet meer te zien waren.

## Verhaal
Om zijn werknemers te treiteren, heeft directeur Paul Tienpondt verzwegen dat het ministerie een brugdag heeft ingelast. De collega's beginnen dus onnodig aan hun dienst, maar komen er al snel achter dat er iets niet pluis is. Tot overmaat van ramp begeeft de lift het en komen ze vast te zitten in het gebouw. Ook alle telefoons werken niet. Naarmate de uren van het noodgedwongen samenzitten vorderen, wordt de sfeer bijzonder onaangenaam. Bovendien lijkt elke poging om contact te leggen met de buitenwereld, te mislukken.
Wanneer 's avonds het nieuws doorsijpelt dat niemand is thuisgekomen, realiseren Tienpondt en Baconfoy, die mee achter de leugen zit, zich dat er iets moet zijn misgelopen.

## Rolverdeling
| Acteur                | Personage                 |
| --------------------- | ------------------------- |
| Bob Van Der Veken     | Paul Tienpondt            |
| Jaak Van Assche       | Jean De Pesser            |
| Tuur De Weert         | Gilbert Van Hie           |
| René Verreth          | Philemon Persez           |
| Manu Verreth          | Jomme Dockx               |
| Tessy Moerenhout      | Betty Bossé               |
| Nora Tilley           | Karolijn Van Kersbeke     |
| Jacky Morel           | "Bacon" Baconfoy          |
| Mandus De Vos         | Bonaventuur Verastenhoven |
| Martin Gyselinck      | Frans                     |
| Heddie Suls           | Josée De Pesser           |
| Ann Verreth           | Alies De Pesser           |
| Abela Dorpierre       | Alice Baconfoy            |
| Hilde Van haesendonck | Esmeralda Van Hie         |
| Rens Rouffaer         | Koenraad Van Hie          |
| Gerda Tilman          | Germaine Tienpondt        |
| Frank Op ’t Roodt     | Adelbert Dockx            |
| Luc Springuel         | Garibaldi                 |
| Jos Geens             | Omer                      |
| Ivo Pauwels           | Agent                     |

## Trivia
- Jo Crab, die in de tv-reeks de rol van koffiedame Arabella Lucas vertolkte, overleed reeds in 1981. Haar rol komt bijgevolg ook niet voor in de film. Ook de personages Mireille Puis (Nellie Rosiers), Kris Berlo (Agnes De Nul), Jan Clerkx (Loet Hanekroot), Jenny Vanjes (Jenny Tanghe) en Thierry De Vucht (Johny Voners) zijn afwezig.
- In de film vervult iedereen weer zijn functie uit het eerste seizoen van de televisieserie, met slechts één uitzondering: Mireille Puis komt niet voor in de film en is als secretaresse vervangen door typiste Caroline Van Kersbeke (uit het derde seizoen), die plots Karolijn heet en bovendien door Persez wordt aangesproken met Karolijn meisje, een schijnbare toespeling op zijn Mireille meisje uit de tv-reeks.
- Een andere inconsistentie in de tijdlijn is de computer die op een van de bureaus staat. In de serie wordt de eerste computer geleverd in seizoen 3, aflevering 6 terwijl de personages Paul Tienpondt en Betty Bossé toen al de reeks hadden verlaten.
- In de film is er ruimschoots aandacht voor de gezinssituaties van de collega's. Op die manier is de befaamde Adelbert, die in de tv-serie steeds door zijn vader Jomme Dockx bejubeld werd, voor de eerste keer te zien. Ook wordt een wederkerend gerucht uit de tv-serie, namelijk de homoseksualiteit van het personage Verastenhoven, in de film bevestigd.
- Omwille van de rond 1988 gewijzigde Nederlandse spellingregels, wordt in de filmtitel de term collega als kollega gespeld, anders dan de hedendaagse spelling en deze uit de periode waarin de tv-reeks werd geproduceerd.
- Ann Verreth (Alies De Pesser) is in het echte leven dochter van Manu Verreth en Rens Rouffaer (Koenraad Van Hie) is een zoon van regisseur Vincent Rouffaer.

## Noot
1. ↑  Hoewel ze in de televisiereeks Caroline heette, wordt het personage van Nora Tilley in de film als Karolijn aangesproken en in de aftiteling weergegeven.